# Sturnus
Sturnus és un gènere d'ocells de la família dels estúrnids (Sturnidae).
Aquest gènere té representants en la majoria d'Euràsia i una espècie, l'estornell europeu, s'ha introduït a Sud-àfrica, Amèrica del Nord, Austràlia i Nova Zelanda.

## Taxonomia
Segons la classificació del Congrés Ornitològic Internacional (versió 12.2, juliol 2022 aquest gènere conté dues espècies:
- Sturnus vulgaris - estornell comú.
- Sturnus unicolor - estornell negre.